# Meek Mill
Robert Rihmeek Williams (Filadelfia, Pensilvania, 6 de mayo de 1987), conocido por su nombre artístico Meek Mill, es un rapero estadounidense. Inició su carrera como rapero de batalla y luego formó un grupo de rap, The Bloodhoundz, que duró poco. Firmó un contrato de solista con la Grand Hustle Records de T.I. en 2008, aunque para 2011 ya había partido sin lanzar ningún álbum con esa disquera. Ese mismo año, Meek Mill firmó con el Maybach Music Group (MMG) de Rick Ross, y empezó a ser reconocido por las masas tras sus apariciones en el álbum recopilatorio Self Made Vol. 1 (2011) de la disquera; su canción, «Tupac Back» (con Rick Ross) fungió como sencillo principal, y su continuación, «Ima Boss» (con Rick Ross) entró en la lista Hot 100 de Billboard.
El álbum debut de Meek Mill, Dreams and Nightmares, se lanzó al mercado en 2012 a través de una alianza estratégica entre MMG y Warner Bros. Records. El álbum, anticipado por el sencillo «Amen» (con Drake), alcanzó el segundo puesto de la Billboard 200. Su segundo álbum, Dreams Worth More Than Money (2015), llegó a la cima de la Billboard 200, mientras que su tercero, Wins & Losses (2016), logró el tercer lugar. El cuarto álbum, Championships (2018), llegó al primer puesto nuevamente; su sencillo principal, «Going Bad» (con Drake), llegó al sexto puesto de la Billboard Hot 100 y sigue siendo su canción con mayor índice de popularidad. Su quinto trabajo, Expensive Pain (2021), igualmente alcanzó el lugar número tres, y su álbum colaborativo con Rick Ross, Too Good to Be True (2023), llegó al 23.º. Fundó el sello Dream Chasers Records en 2012, que ha publicado trabajos propios y de otros artistas tales como Yung Bleu, Vory y Lil Snupe.
En noviembre de 2017, Meek Mill recibió una sentencia de entre dos y cuatro años de prisión por violar la libertad condicional, pero quedó en libertad tras cinco meses mientras su juicio seguía en pie. En agosto de 2019, Amazon Prime Video lanzó una serie documental sobre su lucha con el sistema de justicia criminal, Free Meek. Jay-Z produjo ejecutivamente la serie; él y Meek Mill seguidamente cofundaron la organización sin fines de lucro Reform Alliance, que concentra sus esfuerzos en conseguir una reforma en las condiciones penitenciarias del país.
En 2024 se filtro una polémica en el que se le escucho en un audio con Sean Combs "Diddy" teniendo relaciones sexuales cosas que género polémicas en redes sociales, se dice que esto sucedió por qué Diddy le prometía un grammy a cambio de hacer eso Tan horrible.

## Crecimiento artístico
Después de lanzar varios mixtapes gratuitos en línea a principios de su carrera, Mill lanzó su primer álbum de estudio después de conseguir un contrato de grabación con Maybach Music Group. El álbum, titulado Dreams and Nightmares, fue lanzado en 2012, en virtud de MMG y Warner Records. El álbum debutó en el número dos en el Billboard 200, precedido por los sencillos «Amen», «Burn» y «Young & Gettin' It». Él también ha aparecido en Self Made serie de compilaciones de MMG, con su primer sencillo «Tupac Back» y segundo sencillo «Ima Boss», que se incluye en el volumen uno.
En octubre de 2012, Meek Mill anunció el lanzamiento de su propio sello, Dream Chasers Records, llamado así por su serie mixtape popular. También reveló que ya han firmado varios raperos residentes en Filadelfia.
En junio de 2015, Meek Mill lanzó su segundo álbum de estudio, titulado Dreams Worth More Than Money, recibiendo críticas favorables.
Apenas tres semanas después de la publicación del disco, se inició un beef entre Mill y el rapero Drake, originado a causa de una serie de comentarios que Mill publicó en Twitter, criticándolo por usar ghostwriters (músicos que escriben las letras de canciones en secreto para otros artistas). A este enfrentamiento entre los dos que inició Mill, Drake respondió con una canción llamada «Charged Up», muy comedida y en la que no hace ninguna referencia explícita a los hechos. El 30 de julio, Drake vuelve a responder a Mill a través de «Back To Back», una canción-crítica más agresiva y directa a la que responde a las acusaciones. Meek Mill respondió con «Wanna Know», pero para entonces el rapero no pudo hacer frente a la lluvia de críticas y burlas por la mayoría de los fanes del rap, que no vieron con buenos ojos que el rapero hubiera empezado de la nada este enfrentamiento. Se especula si Mill pudo hacerlo como estrategia para promocionar su nuevo álbum.

## Inicio musical
Meek Mill, junto con tres de sus amigos, formó un grupo de rap que se hacían llamar The Bloodhoundz. El grupo duró lo suficiente para liberar cuatro mixtapes.